# Années 1580 av. J.-C.
Les années 1580 av. J.-C. couvrent les années de 1589 av. J.-C. à 1580 av. J.-C.

## Évènements

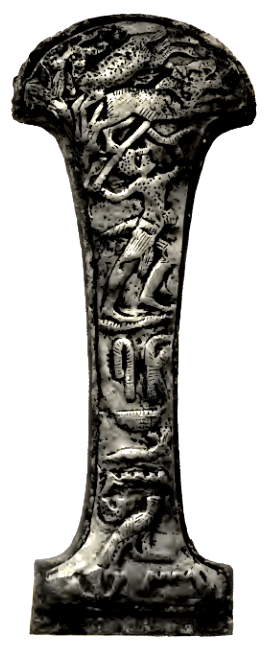
Dague portant le nom d’Apophis Ier.

- Vers 1591-1576 av. J.-C.[1] (ou 1558-1554 av. J.-C.[2]) : date présumée du règne de Séqénenrê Taâ, roi de la XVIIe dynastie thébaine. Il lance une campagne contre les Hyksôs mais échoue et meurt probablement au combat (sa momie a le crâne brisé)[2].
- 1590 av. J.-C.[3] : Moursil Ier est assassiné par son beau-frère Hantiliss, qui monte sur le trône. La plupart de ses descendants subiront le même sort. L’ancien empire hittite décline, empêtré dans ses révoltes nobiliaires et les luttes internes dans la famille royale[4].
- 1590-1560 av. J.-C.[3] : règne d’Hantiliss Ier, roi des Hittites[4]. Il subit des échecs face aux Hourrites (révolte de Karkemish) et les premiers raids dévastateurs des Gasgas, pillards venus des montagnes pontiques.
- 1585-1580 av. J.-C.[3] : règne de Shamshi-Adad II, roi d’Assyrie[4].
- 1581 av. J.-C. : début du règne d’Apophis Ier, pharaon Hyksôs de la XVe dynastie (selon K. S. B. Ryholt).